# 벼룩 잡는 사무라이 (영화)
《벼룩 잡는 사무라이》(のみとり侍)은 2018년 5월 18일에 공개된 일본의 영화이다. 감독 및 각본은 츠루하시 야스오(鶴橋康夫). 주연은 아베 히로시. 원작은 코마츠 시게오(小松重男)의 소설 벼룩 잡는 사무라이(蚤とり侍)이다.